# پاپ الکساندر سوم

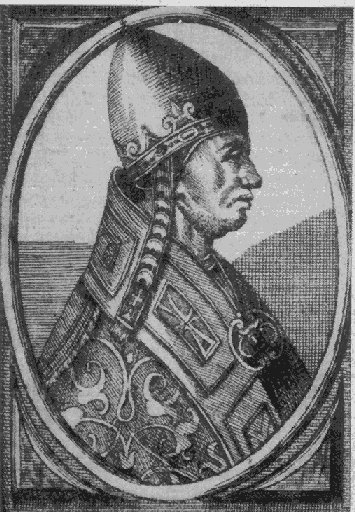

پاپ الکساندر سوم (به انگلیسی: Alexander III) (تولد ۱۱۰۰ /۱۱۰۵ - درگذشته ۳۰ اوت ۱۱۸۱) یکی از پاپ‌های کلیسای کاتولیک رم بود که در توسکانی به دنیا آمد و از ۱۱۵۹ تا ۱۱۸۱ میلادی پاپ بود.